# Riesensaal (Dresden)

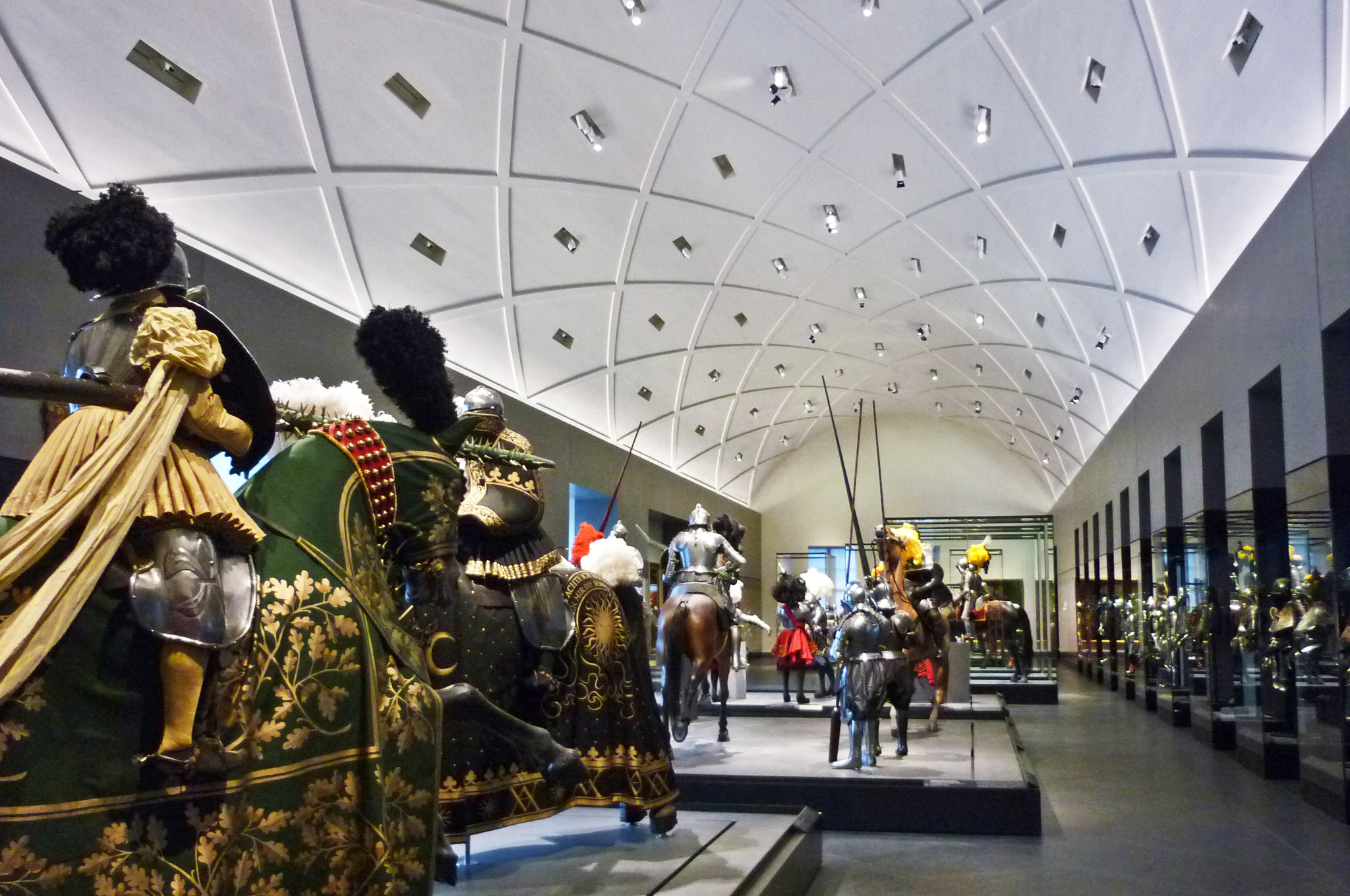
Neuer Riesensaal im Residenzschloss

Der Riesensaal ist mit einer Länge von 57 Metern und einer Breite von 13 Metern der größte Saal im Dresdner Residenzschloss und befindet sich im Ostflügel des Dresdner Schlosses längs der Schloßstraße. Seinen Namen erhielt er aufgrund der ehemals an den Wänden und in den Fensterlaibungen aufgemalten Figuren von „Riesen“ der Gebrüder Tola. Der Raumkasten wurde in einer ersten Phase 1550/55 unter der Bauleitung von Hans von Dehn-Rothfelser errichtet und ab 1627 grundlegend verändert. Beim Schlossbrand 1701 wurde er zerstört und wich Nachfolgeräumlichkeiten, die bei den Luftangriffen auf Dresden im Februar 1945 zerstört wurden. Heute beherbergt der durch den Architekten Peter Kulka in seinen ursprünglichen Dimensionen wiederhergestellte Riesensaal die Rüstkammer der Staatlichen Kunstsammlungen Dresden.

## Geschichte

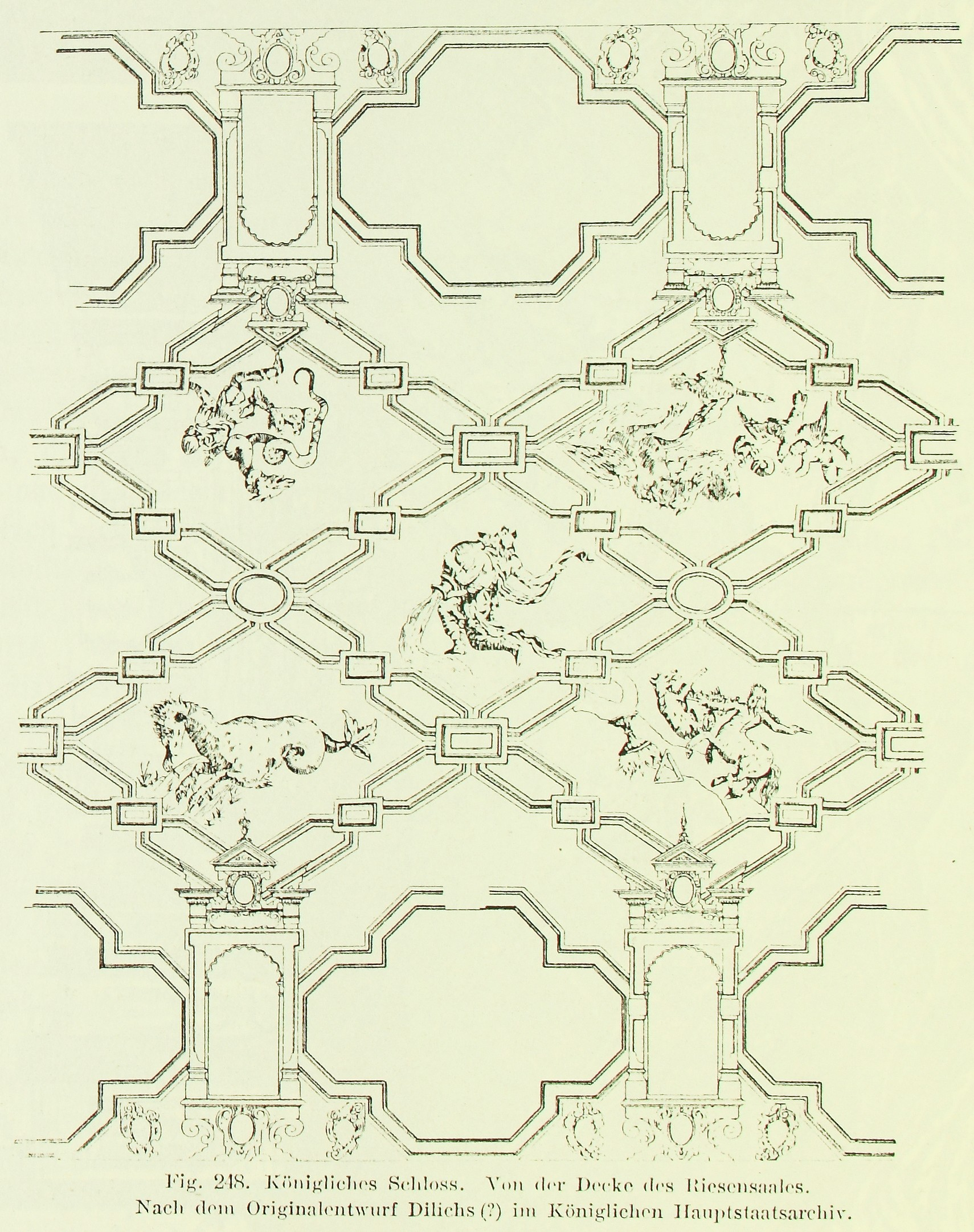
Decke nach der Entwurfszeichnung von Wilhelm Dilich

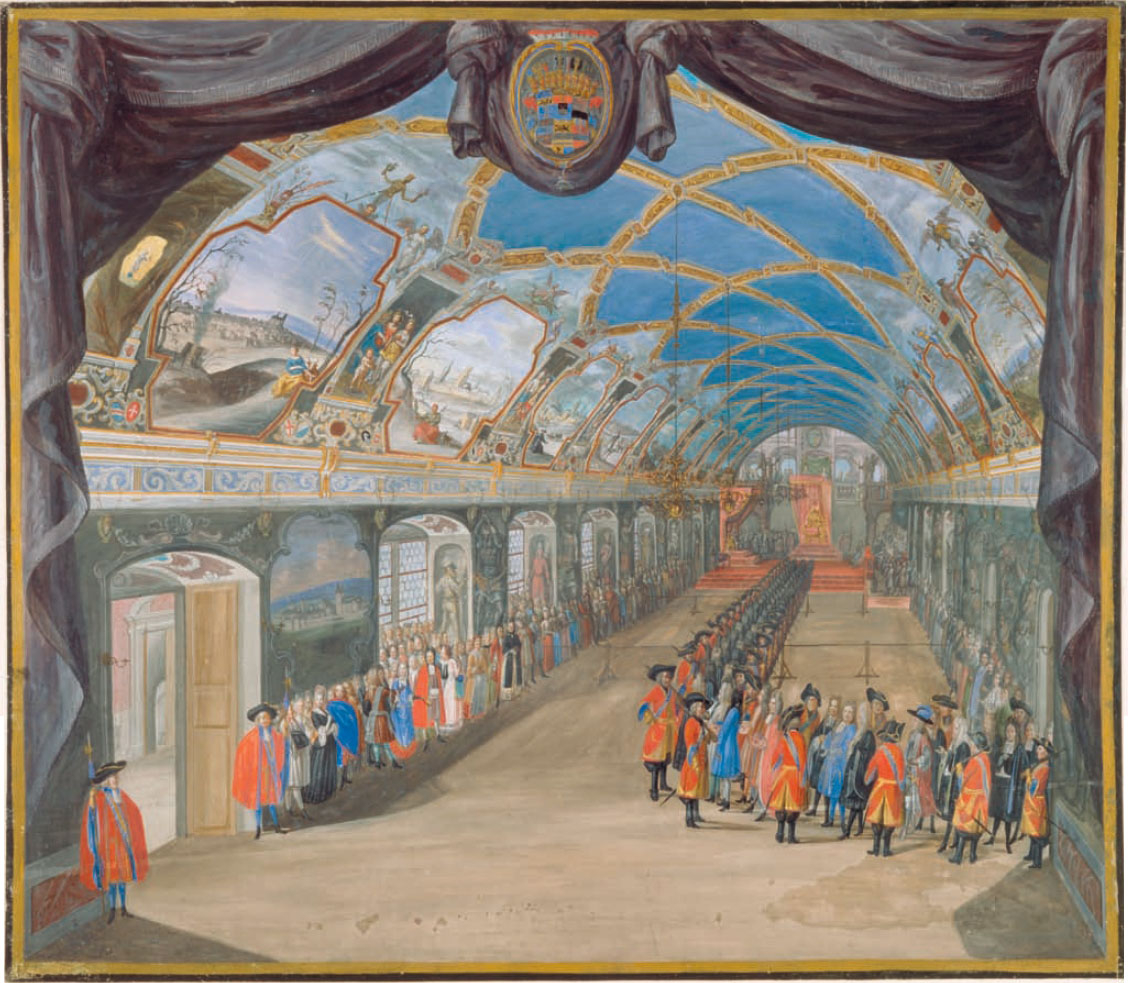
Der Riesensaal im Residenzschloss Dresden; Zeremonie der Verleihung des Hosenbandordens, hier an Johann Georg IV. im Jahr 1693

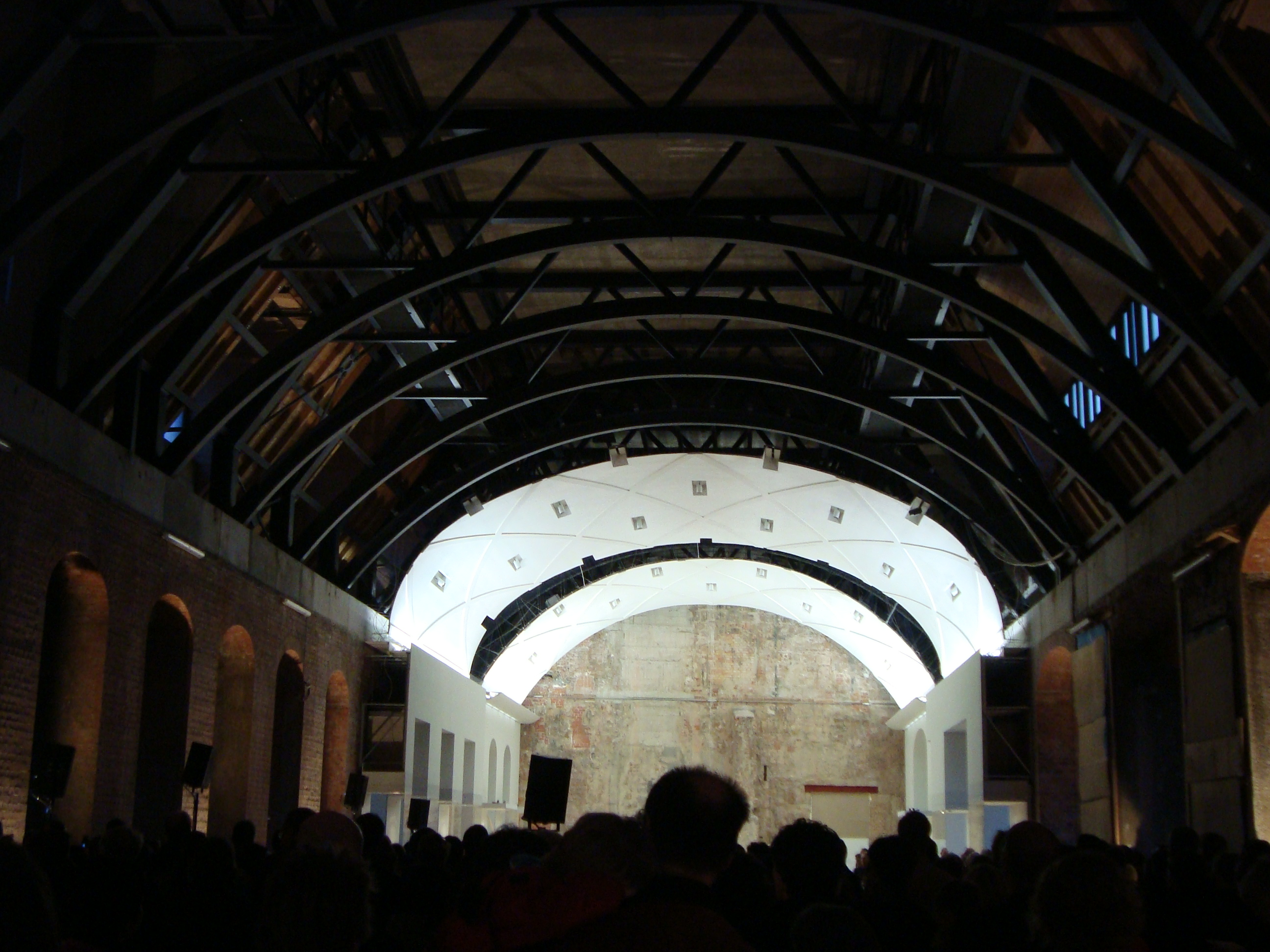
Riesensaal während der Rekonstruktion (Ausstellungseröffnung „Drache China & Adler Sachsen“)

Der Riesensaal geht auf den ehemaligen „Dantzsall“ zurück, der bereits um 1480 als Mittelpunkt der damaligen Dresdner Residenz galt. Kurfürst Moritz beauftragte 1548 Hans von Dehn-Rothfelser mit dem Umbau des Dresdner Residenzschlosses in ein Renaissanceschloss. Damit wurde entstand auch der Riesensaal bis etwa 1553 in seiner heutigen Dimension. Mit einer Länge von 57 Metern, einer Breite von 13 Metern und einer Höhe von knapp zehn Metern war er der größte Raum des Schlosses. Er zog sich durch den zweiten Stock des gesamten Ostflügels bis zur Elbe hin.
Die 1549/50 aus Italien übergesiedelten Gebrüder Benedetto und Gabriel Tola schufen die malerische Ausstattung. Als Fresko zierten riesenhafte römische Krieger die Wände und die Fensterlaibungen, wonach der Saal dann benannt wurde. Mit der monumentalen Bildauffassung der Gestalten und der illusionistischen Malweise wurde hier grundlegend Neues geschaffen.
1627 bis 1633 baute Wilhelm Dilich den Raum nochmals um. Kilian Fabritius malte dabei nach Vorlagen von Wilhelm Dilichs 17 Städteansichten von Sachsen. 1627 wurde der Saal mit einer Holzdecke im flachen Bogen eingewölbt und mit Tierkreiszeichen geschmückt. Der Riesensaal, von der Kunstgeschichte oft als Hauptwerk des Manierismus bezeichnet, wurde 1650 vollendet und für prunkvolle Feste und Maskenbälle genutzt. Der große Schlossbrand im Jahr 1701 zerstörte den Saal.
Zwischen 1717 und 1719 wurde das Schloss, einschließlich des Riesensaals, als barocke Residenz neu aufgebaut, der Riesensaal wurde erneut für Feste, so auch für die Hochzeit des Kurprinzen 1719, genutzt.
Nach dem Tod Augusts des Starken 1733 ließ sein Sohn Friedrich August II. eine Zwischendecke in den hohen Raum einziehen und mehrere kleine Räume für seine Kinder und eine Kapelle für seine Gattin, Maria Josepha von Österreich abteilen. Der Riesensaal verschwand damit für etwa 280 Jahre.
Bei den Bombenangriffen auf Dresden im Februar 1945 wurden die Räume, die aus dem ehemaligen Saal gebildet wurden, wie das gesamte Schloss, ebenfalls zerstört.
Für den Wiederaufbau des Schlosses wurde bereits zu DDR-Zeiten 1974 die Wiederherstellung des Riesensaales in der Fassung von 1627 konzeptionell in einer „Denkmalpflegerischen Zielstellung“ vorgegeben und wurde 1979 beschlossen. Auch die Nutzung für die Rüstkammer geht auf diese Überlegungen zurück und ist 1986 präzisiert worden. An seine Wiedererrichtung konnte aber zunächst nicht gedacht werden, da die Mauerreste zunächst für das Anlegen einer Kranbahn abgerissen wurden. Erst beim Wiederaufbau des Schlosses in der Zeit nach 1990 wurden die Mauern wieder verschlossen und damit die Möglichkeit geschaffen, den Riesensaal neu erstehen zu lassen.
Der Architekt Peter Kulka hat schließlich den Saal in den Dimensionen des frühbarocken Festsaals praktisch neu geschaffen. Auch das Tonnengewölbe wurde wiederhergestellt. Die Ostfassade (Außenseite) wurde nach dem Vorbild des 19., die Westfassade (Hofseite) nach dem Vorbild des 16. Jahrhunderts wieder aufgebaut. Dies wird auch im Inneren an verschiedenen Fensterformen deutlich.

## Ausstellung
Seit dem 19. Februar 2013 werden im Riesensaal ca. 380 Teile der Rüstkammer ausgestellt. Diese umfassen historische Waffen, Kleider, Rüstungen und Gemälde des 15. bis 17. Jahrhunderts. Vom Riesensaal gelangt man über den Silberwaffensaal zum Kleinen Ballsaal im Georgenbau.